# سيغفريد هاغ
سيغفريد هاغ (بالألمانية: Siegfried Haag)‏ هو محامي ألماني، ولد في 13 مارس 1945 في آوريش في ألمانيا.